# Rhinella henseli
Rhinella henseli é uma espécie de anfíbio da família Bufonidae. Endêmica do Brasil, onde pode ser encontrada nos estados do Rio Grande do Sul e Santa Catarina.